# آیت اواردا
ایت اواردا (به فرانسوی: Ait Ouaarda) یک منطقهٔ مسکونی در مراکش است که در تادله ازیلال واقع شده‌است.

## خصوصیات
ایت اواردا ۱٬۷۸۶ نفر جمعیت دارد.